# NGC 3148
NGC 3148 é uma estrela na direção da constelação de Ursa Major. O objeto foi descoberto pelo astrônomo John Herschel em 1831, usando um telescópio refletor com abertura de 18,6 polegadas. 